# Monastère d'Osogovo
Le monastère d'Osogovo (en macédonien : Осоговски Манастир) est un monastère orthodoxe situé dans la commune de Kriva Palanka, en Macédoine du Nord. Il se trouve dans le massif montagneux d'Osogovo, à 825 mètres d'altitude et à seulement 10 kilomètres de la frontière bulgare. Le monastère est toujours en activité et il héberge une colonie artistique ainsi qu'une école estivale d'architecture,.

## Description
Le monastère comprend deux églises, la plus grande est dédiée à saint Joachim d'Osogovo, l'ermite fondateur, et la plus petite est dédiée à la Sainte-Mère de Dieu. Il compte aussi un clocher, des dortoirs, une maison de gardien et une résidence pour le chef de l'Église orthodoxe macédonienne.
Le monastère fut fondé au XIIe siècle, mais aucune construction originelle ne subsiste. La petite église a acquis son aspect actuel au XIVe siècle tandis que la grande ne fut construite qu'en 1851. Cette dernière possède douze coupoles, chacune dédiée à un apôtre. Elle a été dessinée par Andreja Damjanov.

## Histoire
Le monastère fut fondé par Saint-Joachim, un prêtre originaire de la plaine d'Ovtché Polé, au milieu du XIIe siècle. En 1585, l'église monacale fut brièvement transformée en mosquée par l'occupant turc. Pendant la Guerre austro-turque, en 1690, l'ensemble fut gravement endommagé par des soldats ottomans pour punir le soutien de la population locale à l'armée autrichienne.

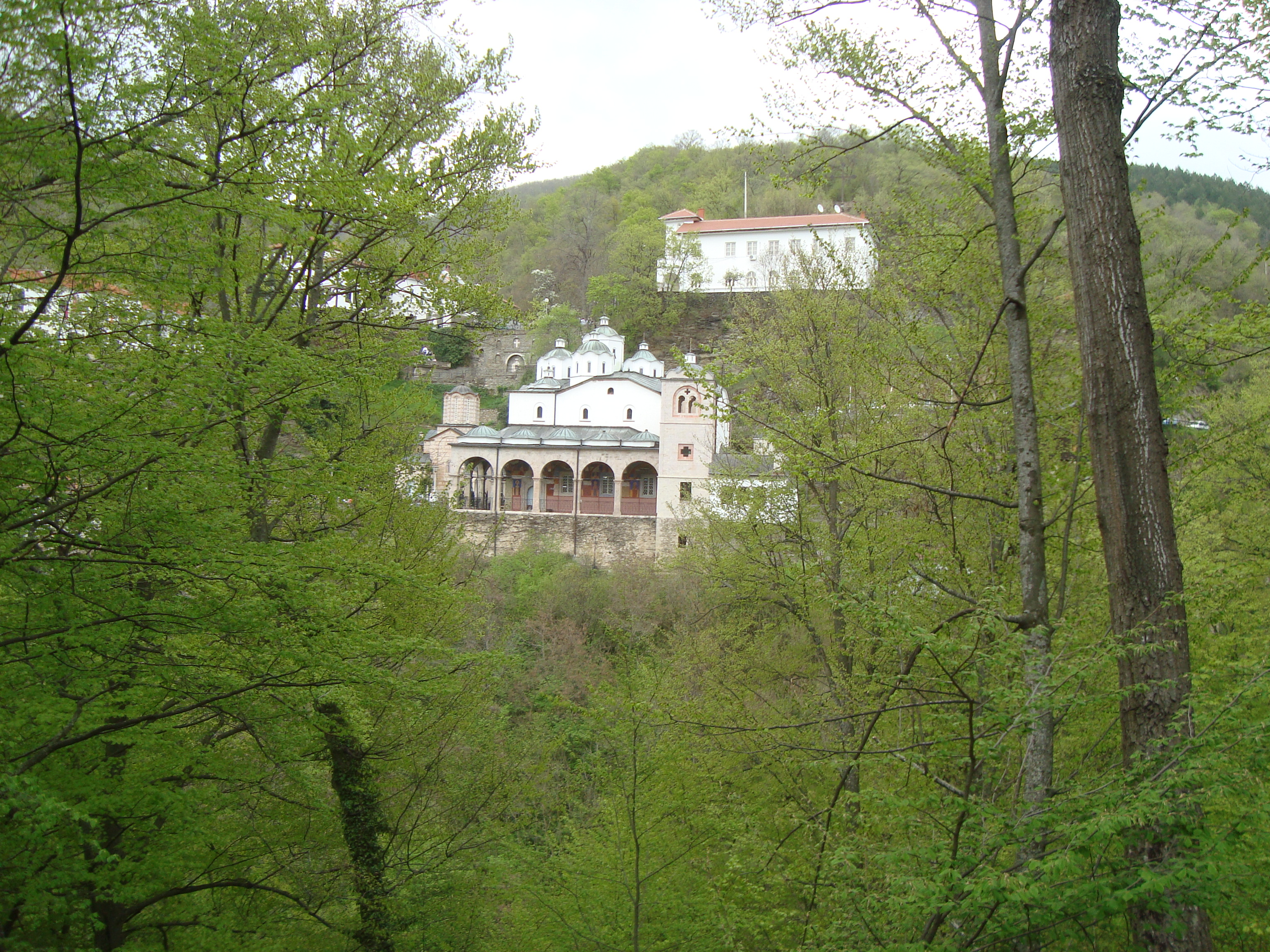
Le monastère dans son environnement forestier
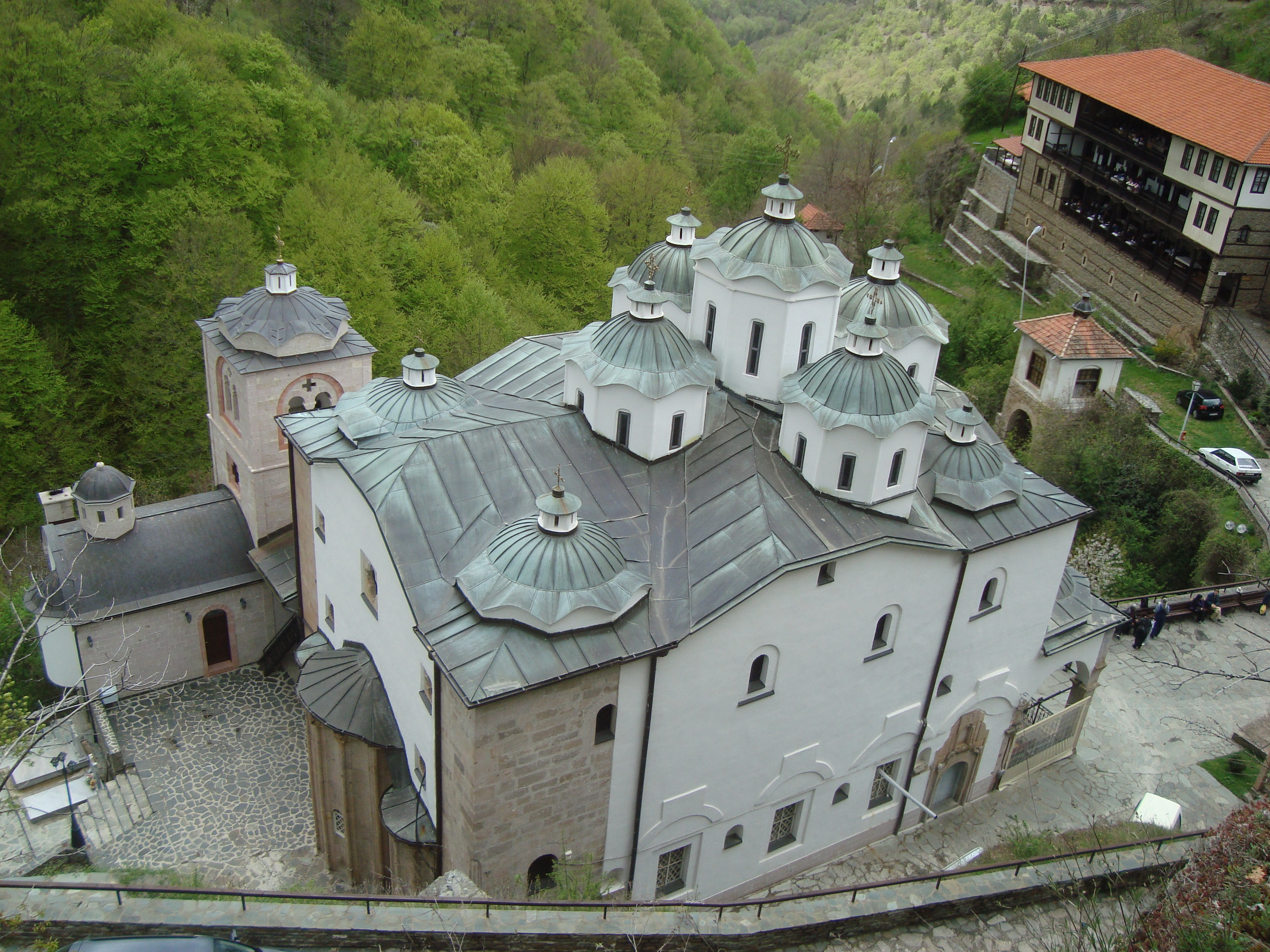
Les toits de la grande église
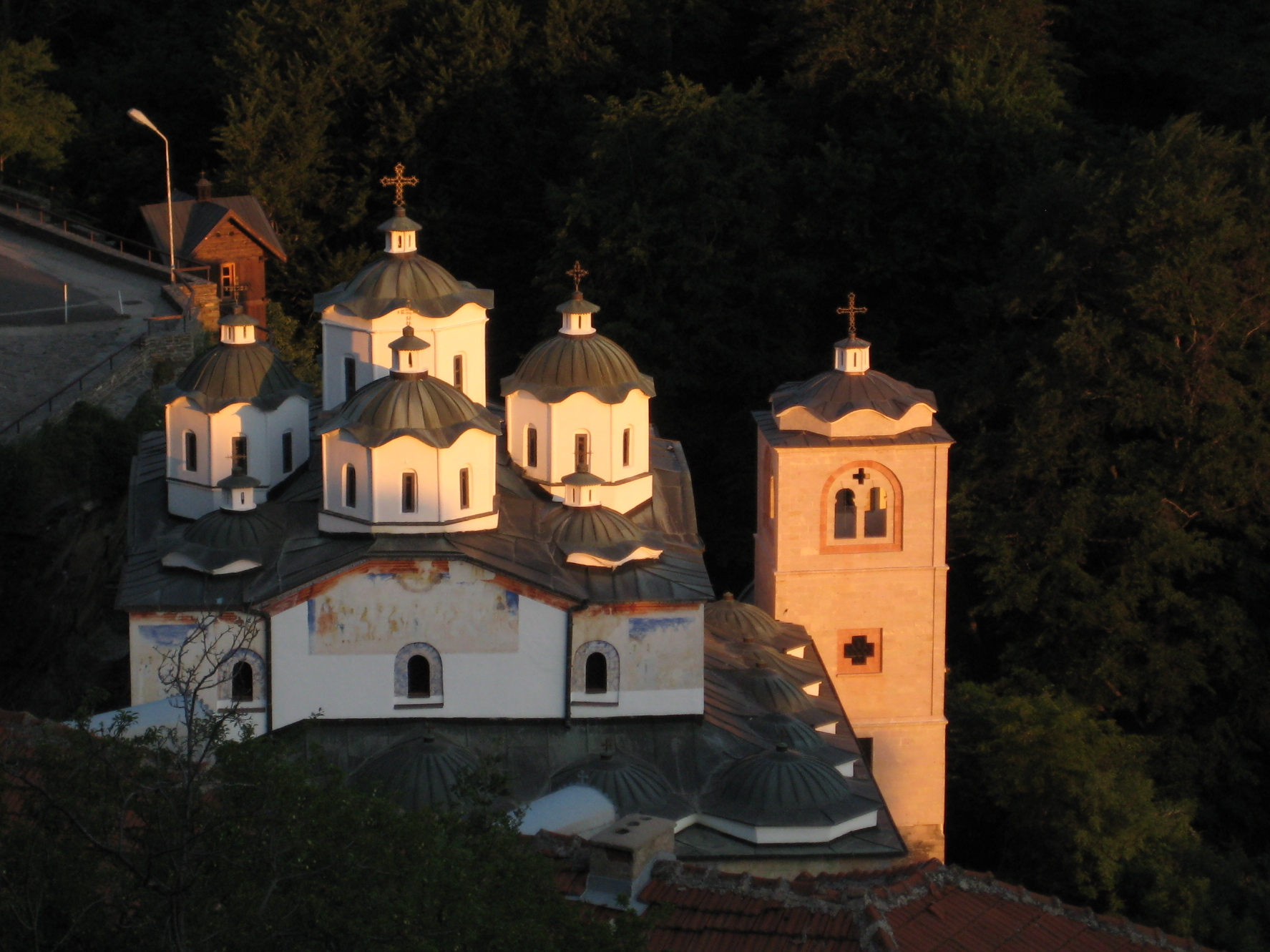
La grande église et le clocher
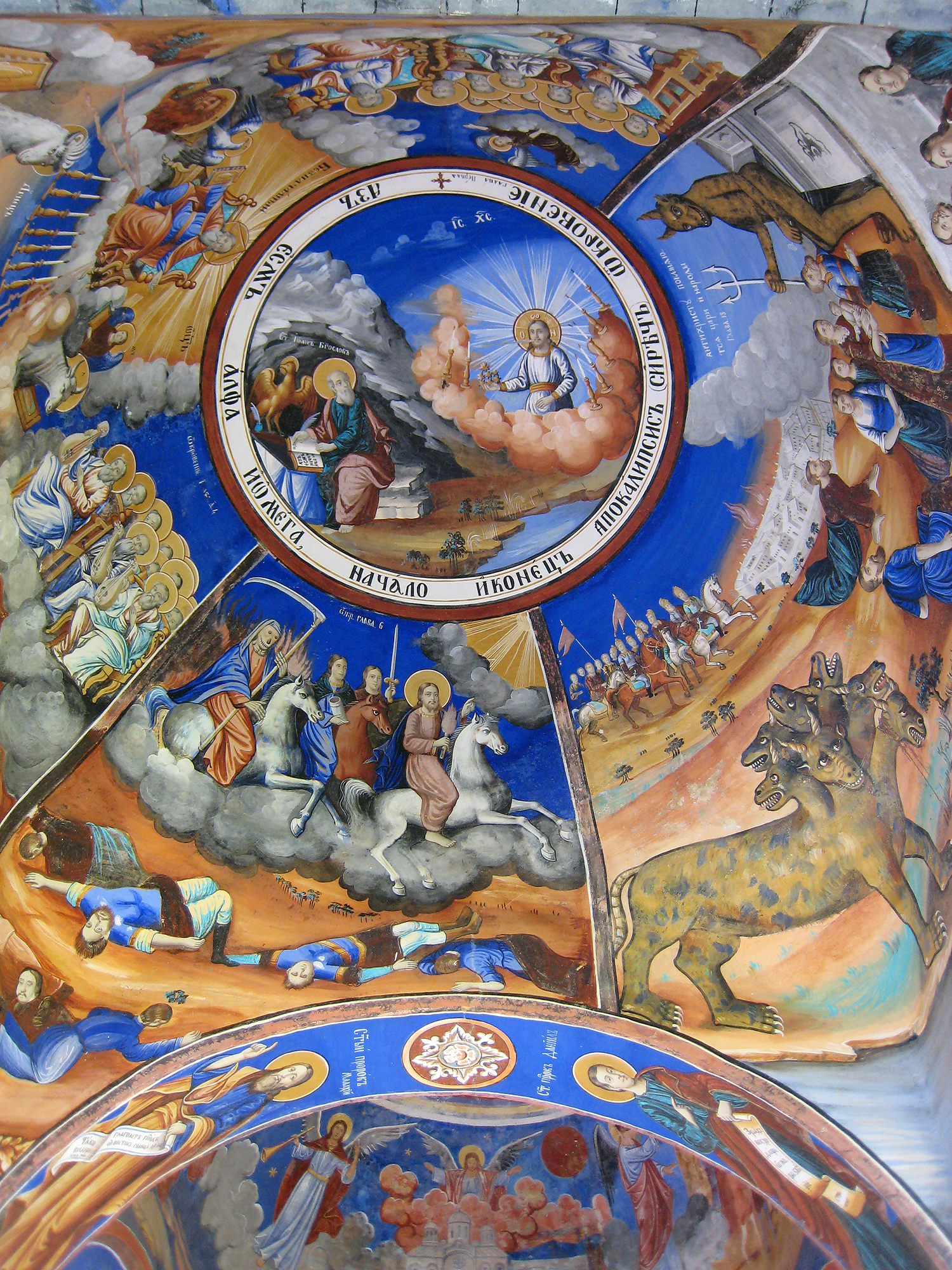
Fresque de l'Apocalypse